# Conservação ex-situ

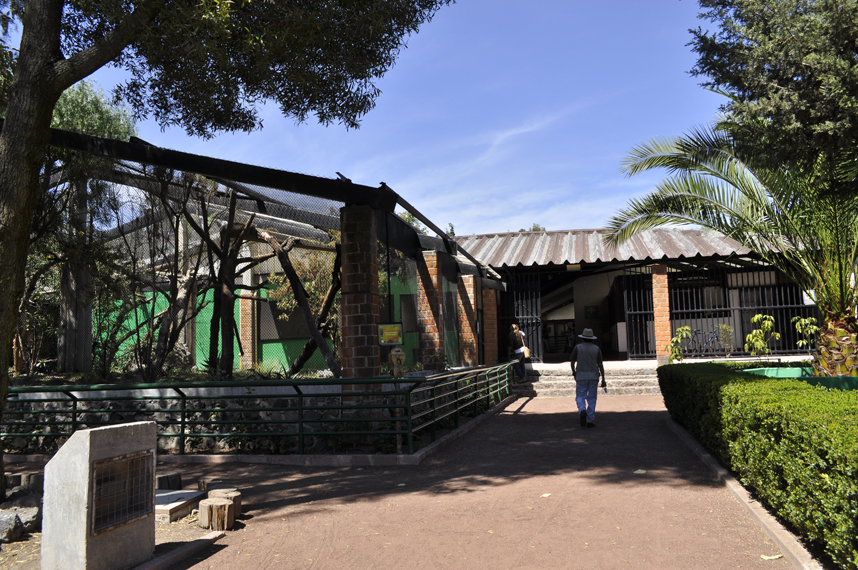
"Cativeiro" Zoológico

Conservação ex situ (ou Conservação ex-situ), que significa literalmente, conservação fora do lugar de origem, é o processo de proteção de espécies em perigo de extinção, de plantas e animais pela remoção de parte da população do habitat ameaçado e transportando-as para uma nova localização, que pode ser uma área selvagem (santuário) ou um cativeiro (zoológico ou outro local semelhante). Compreende um dos métodos de conservação de espécies mais antigo e bem estudados.
Essencialmente os indivíduos são mantidos em condições artificiais, com pressões diferentes das encontradas no ambiente natural. Tais condições artificiais são geralmente as condições nas quais o homem pode interferir, como por exemplo o clima, acesso a alimentos e água, oportunidades reprodutivas, proteção contra predação e até mesmo certas causas naturais de mortalidade. 

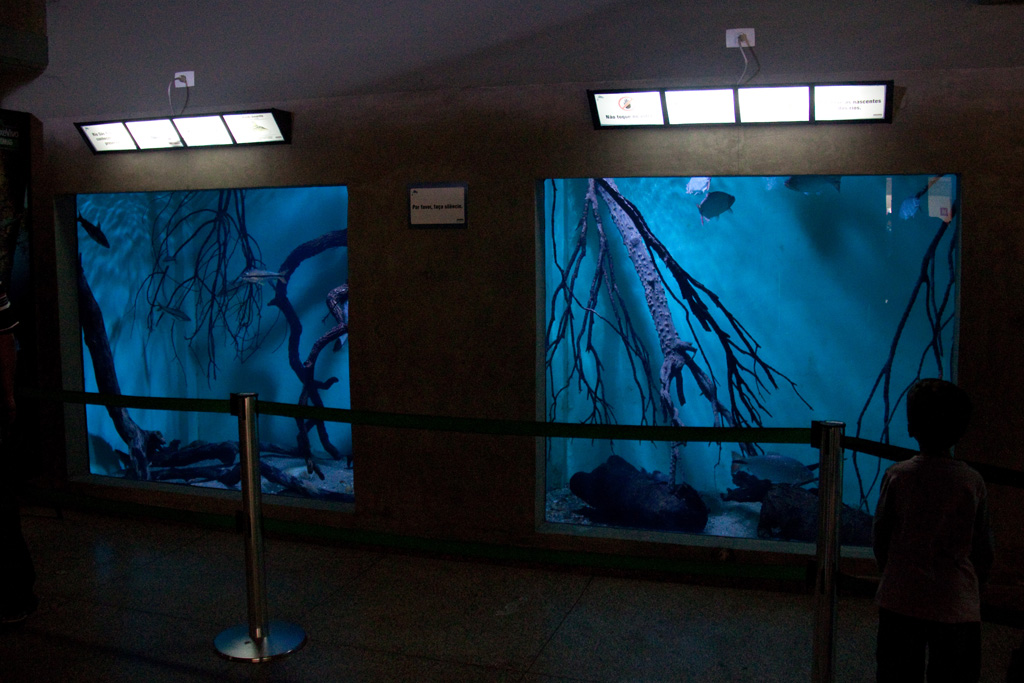
"Cativeiro" Aquário

Técnica usada desde o Século XVIII para aumentar populações de animais de corte, como o cervo e o javali, e espécies vegetais de valor econômico, como o carvalho, atualmente é utilizada para recuperar ecossistemas, ou como última tentativa de salvar espécies à beira da extinção, como o tigre, o lobo-vermelho e o mogno.

## Aplicações dessa técnica
Podem tratar-se de Conservação "ex situ" em assuntos que envolvam a Arqueologia e a Preservação do Patrimônio. Após as escavações ou resgates, os materiais arqueológicos encontrados são retirados do seu lugar original (in situ) e são transportados para outro (ex situ), na maioria das vezes para laboratórios de arqueologia, museus etc. São nesses lugares que estes vestígios da humanidade devem ser conservados fora do seu lugar natural, para que possam fornecer inúmeras informações sobre a história do homem. Hoje em dia, na arqueologia, a conservação "ex situ" tem vindo a tornar-se um problema profundo, uma vez que muitos dos materiais encontrados em escavações não têm um destino conhecido, seguro e correto.

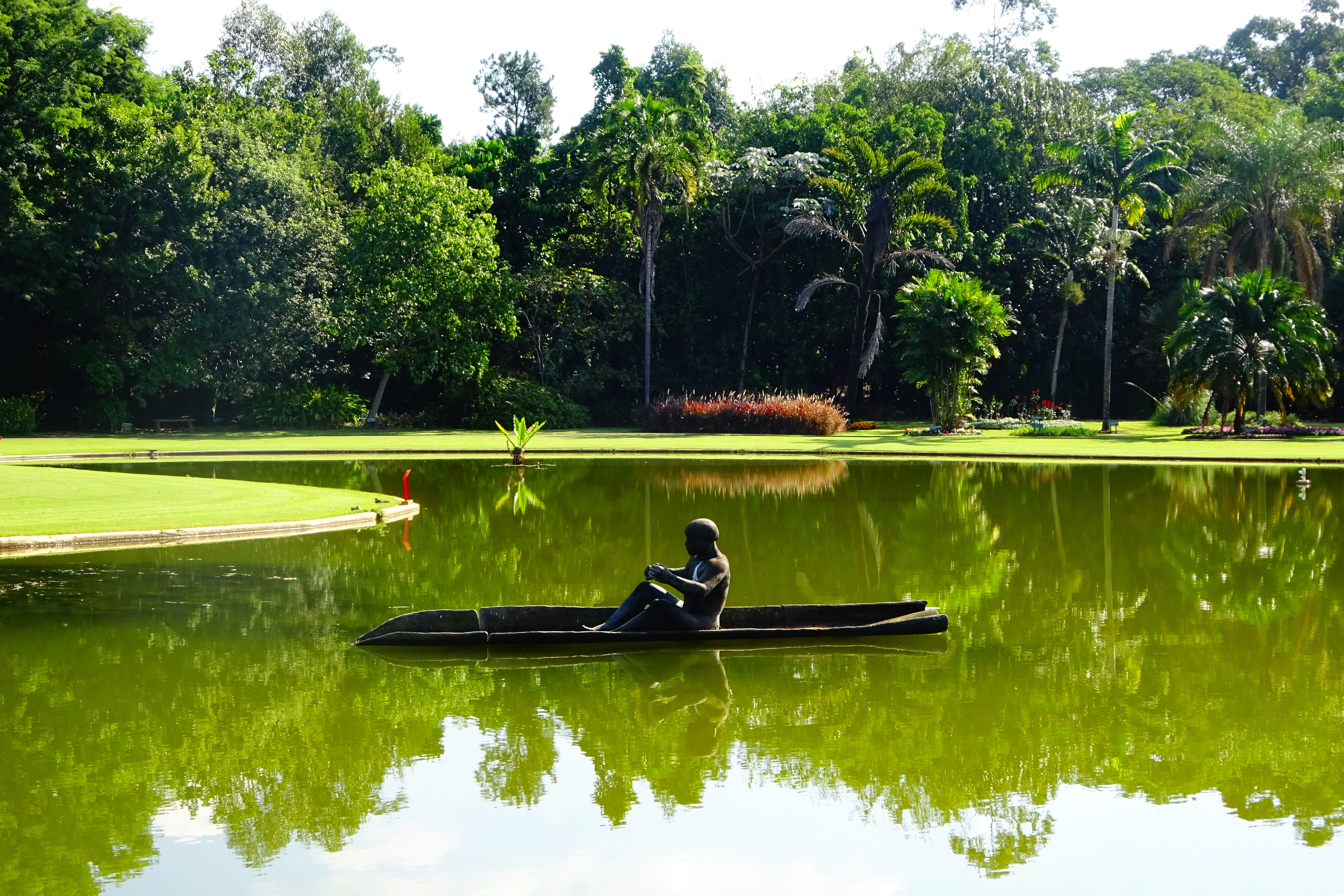
"Cativeiro" Jardim Botânico

A entidade que se propõe a fazer conservação ex-situ deve: priorizar a conservação ex-situ no país de origem, estabelecer e manter instalações adequadas, adotar medidas de recuperação e reintrodução, regulamenta a coleta do material biológico, e cooperar com aporte financeiro. Essa técnica tem contribuído para evitar a extinção de espécies como  o cavalo de Prezwalski (ferus ssp.prewalskii) que até 1960 constava como extinto na natureza. O Smithsonian Conservation Biology Institute (SCBI), do National Zoological Park, é conhecido mundialmente por seus esforços e pesquisas que visam a conservação de espécies ameaçadas, recuperação de seus hábitats e treinamento de profissionais da conservação. O instituto também realiza vários estudos nas seguintes áreas: Genética evolutiva, educação e sustentabilidade, ecologia da conservação, cuidados animais e sobrevivência de espécies (SCBI, 2013).
Existem algumas espécies no Brasil que embora já extintas, conseguiram sobreviver graças à conservação ex situ e que por essa razão se tornaram simbólicas no país. Dentre essas espécies estão: a Ararinha Azul (Cyanopsitta spixii) e o Mutum-de-Alagoas (Pauxi mitu). Em meados dos anos 1986,  a população de espécies da Ararinha azul estava em um estado extremamente crítico de histórico de extinção dando início a um programa de reprodução em cativeiro totalizando  um número de 15 aves que sobreviviam em criatório. A conservação ex situ permitiu a reprodução de filhotes até agosto de 2012, com um total de 79 indivíduos. O Mutum-de-Alagoas, por sua vez, foi extinto no ano de 1970 e hoje as espécies sobreviventes são representantes de apenas um macho e duas fêmeas que foram mantidos em cativeiro em meados dos anos 1979, possibilitando a existência de apenas 55 indivíduos nos dias atuais. 
A Conservação ex situ pode servir como uma técnica de melhoramento genético das espécies visando aumentar a resistência a pragas e patógenos e o aumento da produção das mesmas. Dentre as dificuldades enfrentadas pelos melhoristas durante o período de coleta para a conservação destaca-se: o pouco ou nenhum conhecimento científico sobre a complexidade dos ecossistemas e espécies arbóreas e ao alto custo econômico que dessas pesquisas a longo prazo.